# 桑原幸一
桑原 幸一（くわはら こういち、1975年12月4日 - ）は日本のブラジリアン柔術家。埼玉県草加市出身。グラスコ柔術アカデミー代表。日本ブラジリアン柔術連盟理事。身長175cm、体重78kg。
日本のブラジリアン柔術黎明期より活動した選手で、現在は道場運営、指導を行っている。
| スタブアイコン | サブスタブ | この項目は、まだ閲覧者の調べものの参照としては役立たない、人物に関連した書きかけの項目です。この項目を加筆・訂正などしてくださる協力者を求めています（P:人物伝/PJ:人物伝）。 |